# Signe de Courvoisier-Terrier
Le signe de Courvoisier-Terrier correspond à la palpation d'une vésicule biliaire distendue chez un sujet présentant un ictère cholestatique. Il indique la présence d'une lésion obstructive sous le canal cystique. 
Ce signe s'observe fréquemment dans les cas de néoplasie biliaire ou pancréatique et plus rarement dans les cas de lithiases car la vésicule biliaire est fibrosée.